# Chasmodia circumdata
Chasmodia circumdata är en skalbaggsart som beskrevs av Bates 1888. Chasmodia circumdata ingår i släktet Chasmodia och familjen Rutelidae. Inga underarter finns listade i Catalogue of Life.